# Pie de Palo
Pie de Palo es una localidad de la provincia de San Juan, Argentina, dentro del Departamento Caucete.
Se encuentra en el kilómetro 550 de la Ruta Nacional 20, en su intersección con la Ruta Nacional 141.

## Población
Cuenta con 606 habitantes (Indec, 2001), lo que representa un marcado incremento del 97,4 % frente a los 307 habitantes (Indec, 1991) del censo anterior.

## Terremoto de Caucete de 1977
El 23 de noviembre de 1977, Caucete fue asolada por un terremoto que dejó como saldo 65 víctimas fatales, y un porcentaje alto de la ciudad fue parcialmente devastado, sufriendo importantes pérdidas materiales.
El Día de la Defensa Civil fue asignado por un decreto recordando el sismo que destruyó la ciudad de Caucete el 23 de noviembre de 1977.
- Escala de Richter: 7,4
- 65 víctimas mortales
- 284 víctimas heridas
- más de 40 000 víctimas sin hogar. No quedaron registros de fallas en tierra, y lo más notable efecto del terremoto fue la extensa área de licuefacción (posiblemente miles de kilómetros cuadrados).

El efecto más dramático de la licuefacción se observó en la ciudad, a 70 km del epicentro: se vieron grandes cantidades de arena en las fisuras de hasta 1 m de ancho y más de 2 m de profundidad. En algunas de las casas sobre esas fisuras, el terreno quedó cubierto de más de 1 dm de arena.

### Sismicidad
La sismicidad del área de Cuyo (centro oeste de Argentina) es frecuente y de intensidad baja, y un silencio sísmico de terremotos medios a graves cada 20 años.

### Sismo de 1861
Aunque dicha actividad geológica ocurre desde épocas prehistóricas, el terremoto del 20 de marzo de 1861 señaló un hito importante dentro de la historia de eventos sísmicos argentinos, ya que fue el más fuerte registrado y documentado en el país. A partir de él, la política de los sucesivos gobiernos mendocinos y municipales han ido extremando cuidados y restringiendo los códigos de construcción. Pero solamente con el terremoto de San Juan del 15 de enero de 1944 (81 años), el gobierno sanjuanino tomó conciencia de la gravedad sísmica de la región.